# Rubus naldrettii
Rubus naldrettii är en rosväxtart som först beskrevs av J. W. White och William Moyle Rogers, och fick sitt nu gällande namn av William Charles Richard Watson. Rubus naldrettii ingår i släktet rubusar, och familjen rosväxter. Inga underarter finns listade i Catalogue of Life.